# شهرستان کایوگا (نیویورک)
شهرستان کایوگا (به انگلیسی: Cayuga) واقع در ایالت نیویورک است. جمعیت این شهرستان بر اساس سرشماری سال ۲۰۱۰ آمریکا ۸۰۰۲۶ نفر گزارش شده‌است. مرکز شهرستان کایوگا شهر اُبرن است.این شهرستان در سال ۱۷۹۹ بنیانگذاری شده‌است.